# Whisky Romeo Zulu
Whisky Romeo Zulu és una pel·lícula argentina dramàtica-històrica que es va estrenar el 21 d'abril de 2005 escrita, dirigida i protagonitzada per Enrique Piñeyro. La pel·lícula relata els fets de la tragèdia del Vol LAPA 3142, narrant el rerefons de l'accident des de la visió del mateix Piñeyro, qui (a més de cineasta) va ser pilot de LAPA entre 1988 i 1999 i que va renunciar al seu lloc al juny de 1999 —només un parell de mesos abans de l'accident— després d'haver denunciat les desastroses polítiques i procediments de seguretat de l'empresa.
El nom de la pel·lícula fa referència a la matrícula de l'aeronau accidentada LV-WRZ, que en l'alfabet aeronàutic es llegeix com "Lima Víctor - Whisky Romeo Zulu"; sent les dues primeres lletres el codi aeronàutic corresponent al'Argentina i les últimes tres lletres la identificació de la matrícula. No obstant això també podria ser un joc de paraules ja que la pel·lícula fa referència a l'esquema de corrupció (Whisky), a una història d'amor (Romeo) inserida en la pel·lícula, i la indisciplina en l'empresa (Zulú).

## Sinopsi
La imatge s'obre amb el fiscal del districte (Adolfo Yanelli), escoltant les veus d'una gravació a la caixa negra recuperada d'un desastre aeri. A continuació, el docudrama explica la història del director Enrique Piñeyro, que s'interpreta a si mateix com a T, un pilot de LAPA, una companyia aèria argentina, amb principis i molest pel fet que la seva companyia no respectava les normes bàsiques de seguretat per tal d'estalviar diners.
Quan T es queixa, la companyia aèria l'etiqueta com a esvalotador. Aviat és castigat pels seus companys pilots. Quan les coses empitjoren, surt de la cabina després que diversos instruments de navegació no funcionin i es nega a volar. La companyia simplement el substitueix i fa volar un altre pilot. Cada cop més frustrat i preocupat per un accident, T finalment escriu una carta irada als seus superiors, advertint-los que un accident és inevitable si no es prenen mesures.
La carta es filtra als mitjans i la companyia aèria és venuda, però els nous propietaris volen que Pineyro es retracti de la seva declaració. Complicant les coses, la seva persona de relacions públiques és Marcela (Mercedes Morán), un afer amorós de la seva joventut. Tot i que la Marcela està casada, T la persegueix. La història de T s'entrellaça amb el fiscal del districte que investiga l'accident del vol 3142 de LAPA i comença a rebre amenaces de mort. El personatge de Yanelli aconsegueix portar els directors generals de la companyia i les autoritats de la Força Aèria Argentina davant un tribunal penal, establint un precedent únic en la història de l'aviació comercial.

## Repartiment
- Enrique Piñeyro - T
- Mercedes Morán - Marcela
- Alejandro Awada - Gonzalo
- Carlos Portaluppi - Gordo
- Martin Slipak - Petit T

## Distribució
La pel·lícula es va presentar per primera vegada al Festival Internacional de Cinema de Toronto el 10 de setembre de 2004. Es va estrenar a l'Argentina el 21 d'abril de 2005.
La pel·lícula es va projectar a diversos festivals de cinema, com ara: el Festival Internacional de Cinema de San Francisco, l'abril de 2005 el Festival de Cinema Llatinoamericà de Biarritz, Festival Internacional de Cinema de Flandes; Bèlgica; el Festival de Cinema de Wisconsin, Estats Units; el Festival Internacional de Cinema de Seattle; el Festival Mundial de Cinema de Bangkok; el Festival Internacional del Nou Cinema Llatinoamericà de l'Havana; i altres.

## Recepció crítica
A la crítica de cinema Pamela Troy li va agradar l'actuació de la pel·lícula i va escriure: "Molt més que un thriller, aquesta pel·lícula bellament feta és una crítica poderosa de l'obtenció de beneficis per sobre de la preocupació per la vida humana".
Critic Scott Foundas, que escriu per a FIPRESCI, creu que la pel·lícula va aconseguir l'objectiu exacte d'Enrique Piñeyro. Va escriure: "Whisky Romeo Zulu... emergeix com una peça agitada, encara que òbvia, d'agitprop que aconsegueix exactament el que es proposa aconseguir. És a dir, transforma l'audiència en una escuma furiosa, i tu sortir del teatre sense voler tornar a posar els peus en un altre avió, almenys, no si creieu que potser heu pagat menys del valor just de mercat pel bitllet". No obstant això, a Foundas no li van agradar els flashbacks de la infància de Piñeyro que ell va titllar de "enganxosos i nostàlgics."
Al crític de cinema de The Stranger de Seattle Andrew Wright, li va agradar el debut com a director de Piñeyro i va escriure: "El docudrama del director Enrique Piñeyro, absolutament maleït, arriba tant com una acusació de fets abrasadors dels estàndards de vol de passatgers de l'Argentina, i un thriller colpidor per dret propi... També ajuda que demostri ser un cineasta instintiu, que utilitza una visió intrigantment fracturada i minuciosament detallada del material, que combina entre els esdeveniments que van conduir a l'incident fàcilment evitable, i els esforços d'un investigador angoixat per donar sentit als enregistraments de vol després."

## Premis
Guanyador
- Festival de Cinema Llatinoamericà de Biarritz: Millor pel·lícula; Premi Oficial del Jurat; 2004.[8]
- Festival Internacional del Nou Cinema Llatinoamericà de l'Havana: Premi Coral; Millor llargmetratge debut; Premi a la Diversitat Cultural; 2004.
- Buenos Aires Festival Internacional de Cinema Independent: Millor pel·lícula – Premi del públic, pel·lícula nacional; Millor pel·lícula – Premi Signis; 2004.
- Festival Internacional de Cinema de Viña del Mar: Premi al millor actor a Enrique Pineyro; 2004.
- Festival Internacional de Cinema de les Bahames: Menció del Jurat "Spirit of Freedom"; 2004.
- Festival Llatinoamericà de Cinema i Vídeo: Premi Especial del Jurat; Millor pel·lícula - Premi de l'Associació de Crítics; Brasil; 2005.
- XI Mostra de Cinema Llatinoamericà de Lleida: Millor director; Enrique Pineyro; 2005.[9]

Nominacions
- Asociación de Cronistas Cinematográficos de la Argentina: Premis Cóndor de Plata, Millor Direcció d'Art, Cristina Nigro; Millor Fotografia, Ramiro Civita; Millor Muntatge, Jacopo Quadri; Millor Primera Pel·lícula, Enrique Pineyro; Millor guió original, Enrique Pineyro; Millor So, Marcos De Aguirre; Millor actor secundari, Alejandro Awada; 2006..